# Depressão de Turã
Depressão de Turã, Planície de Turã ou Bacia de Turã é uma região desértica de baixa altitude que se estende do sul do Turcomenistão, passando pelo Uzbequistão até o Cazaquistão.

## Geografia

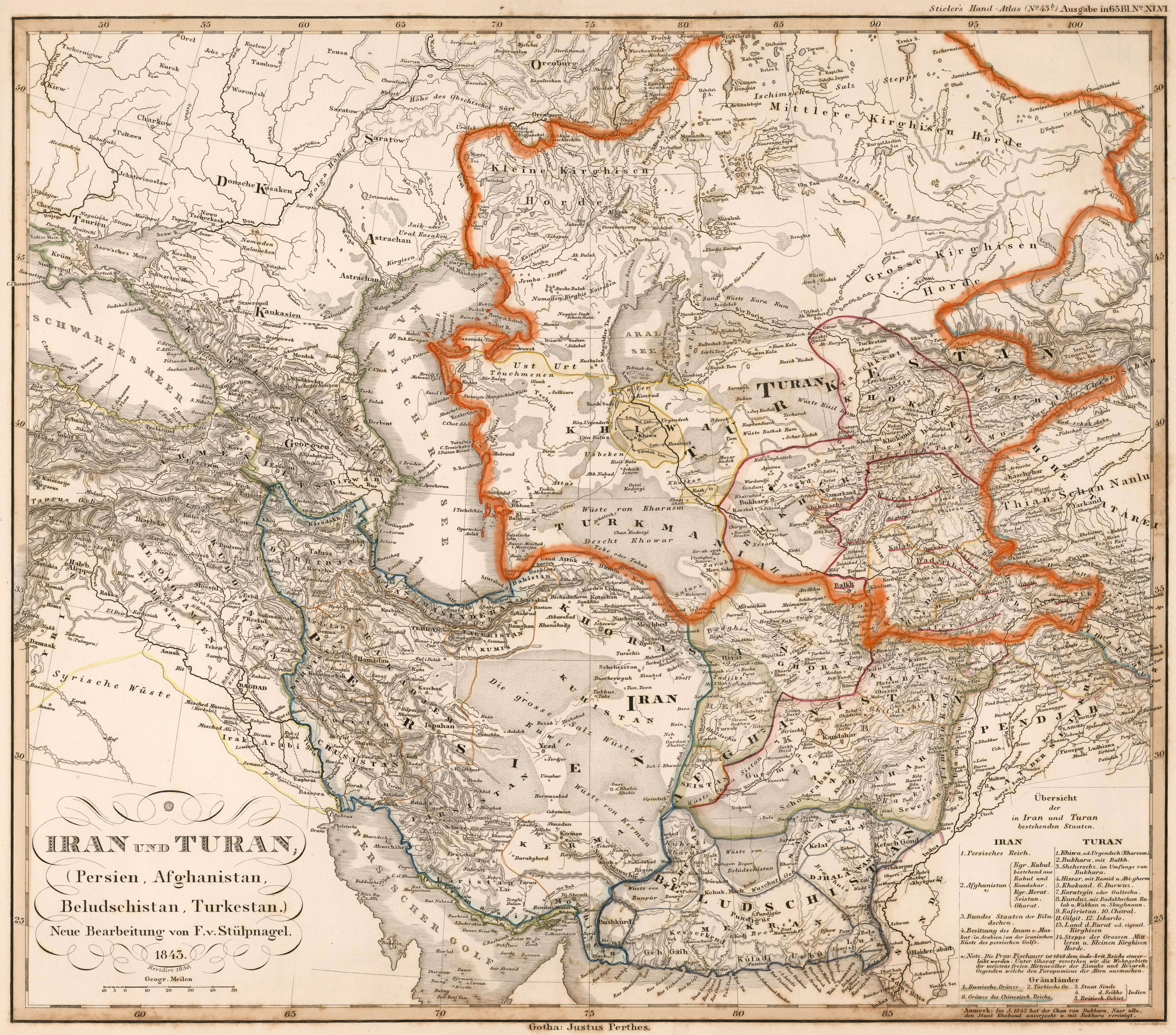
Depressão de Turã (área delimitada pela linha laranja)

A região de planície fica a leste do Mar Cáspio e a sudeste do Mar de Aral, na vasta Depressão Aral-Cáspio, mas também se estende a partes acima do nível do mar. É uma das maiores extensões de areia do mundo, cobrindo uma área de cerca de 3 milhões de km2. Em média, a região recebe menos de 15 polegadas (380 mm) de chuva por ano. O deserto de Caracum fica na porção sul das Terras Baixas de Turã.
A parte da depressão adjacente ao Mar de Aral não tem drenagem. Inclui uma rede de riachos temporários que geralmente terminam em planícies de sal, que sazonalmente se transformam em lagos salgados.
Três das maiores cidades da Depressão de Turã são Daşoguz, no Turcomenistão, Nukus, no Uzbequistão, e Urguenche, também no Uzbequistão. Vepadina Acchanaia, no Turcomenistão, está 81 metros abaixo do nível do mar. O rio Amu Dária corre na direção sudeste-noroeste através das terras baixas.
No Plioceno e Pleistoceno, o território da moderna depressão de Turã era o fundo do vasto Mar de Turã, que foi dividido nos modernos mares Cáspio e Aral há cerca de dez mil anos.